# Диалектика
Диале́ктика (др.-греч. διαλεκτική «искусство спорить, вести рассуждение» от διά «через; раздельно» + λέγω «говорю, излагаю») — метод аргументации в философии, а также форма и способ рефлексивного теоретического мышления, исследующие противоречия, обнаруживаемые в мыслимом содержании этого мышления.
В диалектическом материализме — общая теория развития материального мира и вместе с тем теория и логика познания. Само слово «диалектика» происходит из древнегреческой философии и стало популярным благодаря «Диалогам» Платона, в которых двое или более участников диалога могли придерживаться различных мнений, но стремились найти истину путём обмена своими мнениями. Начиная с Гегеля, диалектика противопоставляется метафизике как способу мышления, который рассматривает вещи и явления как неизменные и независимые друг от друга.
В истории философии основные мыслители определяли диалектику как:
- учение о вечном становлении и изменчивости бытия (Гераклит)[3];
- искусство диалога, понимаемого как постижение истины путём постановки наводящих вопросов и методичных ответов на них (Сократ)[4];
- метод расчленения и связывания понятий с целью постижения сверхчувственной (идеальной) сущности вещей (Платон)[3];
- науку, касающуюся общих положений научного исследования — или же, что одно и то же, общих мест (Аристотель)[5];
- учение о совмещении противоположностей (Николай Кузанский, Джордано Бруно)[3];
- способ разрушения иллюзий человеческого разума, который, стремясь к цельному и абсолютному знанию, неминуемо запутывается в противоречиях (Кант)[3];
- всеобщий метод познания противоречий как внутренних движущих сил развития бытия, духа и истории (Гегель)[3].

## История развития понятия
Первые философские учения возникли 2500 лет назад в Индии, Китае и Древней Греции. Ранние философские учения носили стихийно-материалистический и наивно-диалектический характер. Исторически первой формой диалектики явилась античная диалектика.
В восточной мудрости теоретическое мышление прошло тот же путь: опора на парность категорий мышления, поиск единого основания у различных, до прямой противоположности дозревших 
понятий и идей, образов и символов как в эзотерических, так и в известных всем философских направлениях и школах. Хотя для европейца их экзотическая форма не совсем привычна, но она — форма единства и борьбы противоположностей в содержании мыслимого. Она настраивала теоретическое мышление египтян, арабов, персов, индийцев, китайцев и других восточных мыслителей на осознание всеобщих его форм, на их содержательную классификацию, на поиск разумного основания их взаимоопределяемости. И в центре большинства из них — противоположность мудрого созерцания вечного смысла бытия суетному действию в мире преходящего. Путь достижения такой способности в смыслочувственно-телесном достижении гармонии с собой и миром преодолением противоположных моментов переживания и действия.

### Диалектика в античности
Философы ранней греческой классики говорили о всеобщем и вечном движении, в то же время представляя себе космос в виде завершённого и прекрасного целого, в виде чего-то вечного и пребывающего в покое. Гераклит и другие греческие философы дали формулы вечного становления, движения как единства противоположностей. Аристотель считает изобретателем диалектики Зенона Элейского, который подверг анализу противоречия, возникающие при попытке осмыслить понятия движения и множества. На основе философии Гераклита и элеатов в дальнейшем возникла чисто отрицательная диалектика у софистов, которые в непрестанной смене противоречащих друг другу вещей, а также и понятий увидели относительность человеческого знания и доводили диалектику до крайнего скептицизма, не исключая и морали.
Сам Аристотель отличает «диалектику» от «аналитики» как науку о вероятных мнениях от науки о доказательстве. Аристотель в учении о четырёх причинах — материальной, формальной, движущей и целевой — утверждал, что все эти четыре причины существуют в каждой вещи совершенно неразличимо и тождественно с самой вещью.
Платон вслед за элеатами (Элейская школа) определяет истинное бытие как тождественное и неизменное, тем не менее в диалогах «Софист» и «Парменид» обосновывает диалектические выводы о том, что высшие роды сущего могут мыслиться только таким образом, что каждый из них есть и не есть, равен себе самому и не равен, тождествен себе и переходит в своё «иное». Поэтому бытие заключает в себе противоречия: оно едино и множественно, вечно и преходяще, неизменно и изменчиво, покоится и движется. Противоречие есть необходимое условие для побуждения души к размышлению. У Платона даётся диалектика пяти основных категорий: движения, покоя, различия, тождества и бытия, в результате чего бытие трактуется у Платона «в качестве активно самопротиворечащей координированной раздельности» (А. Ф. Лосев, А. Г. Спиркин).
В диалоге «Софист» Платон излагает учение о родах сущего. Анализируя соотношение понятий бытия, движения и покоя, Платон говорит о несовместимости покоя с движением; поскольку же и движение, и покой существуют, то, значит, бытие совместимо и с тем, и с другим. Таким образом, имеется три рода: бытие, покой, движение.
Каждый из этих трёх родов есть иное по отношению к остальным двум родам и тождественное по отношению к самому себе. В связи с этим возникает вопрос о соотношении родов тождественного и иного с родами покоя и движения: совпадают ли они между собой или различаются?
Поскольку и покой, и движение как тождественные каждый себе причастны тождественному, и при этом они различаются между собой, то ни покой, ни движение не совпадают с тождественным. Поскольку и покой, и движение как иные по отношению к другим родам причастны иному и при этом различаются между собой, то ни покой, ни движение не совпадают с иным. Таким образом, покой и движение отличны от тождественного и иного.
Поскольку из существующего одно существует само по себе, а другое лишь по отношению к чему-то, и при этом иное существует лишь по отношению к чему-то, то иное не совпадает с бытием, которое охватывает как безусловное (то, что существует само по себе), так и относительное (то, что существует по отношению к чему-то).
Платон делает вывод о пяти несводимых друг к другу родах сущего — бытии, покое, движении, тождественном и ином.

### Диалектика в традиционной китайской философии
В китайской философии диалектика традиционно связывается с категориями инь и ян, восходящими к древним представлениям о взаимодействии пассивной женской силы — инь и активной мужской — ян. С точки зрения китайских мыслителей, эти категории отражают взаимосвязь и взаимопревращение противоположных сторон явления друг в друга. К примеру, «Ян» — светлое, «Инь» — тёмное; «Ян» переходит в «Инь» — жёсткое размягчается; «Инь» переходит в «Ян» — тёмное светлеет и т. д.
Наполняющие Вселенную и порождающие и сохраняющие жизнь первичные субстанции, или силы Ян и Инь, о которых говорится в книге «Ицзин», обуславливают сущность 5 элементов природы: металла, дерева, воды, огня, земли; 5 естественных состояний: влаги, ветра, тепла, сухости, холода; 5 осн. человеческих функций: мимики, речи, зрения, слуха, мышления, и 5 осн. аффектов: заботы, страха, гнева, радости, созерцательности.

### Диалектика в Средние века
В Средние века диалектика являлась частью семи свободных искусств и понималась обычно в широком смысле как способность вести спор посредством вопросов и ответов, искусство составлять силлогизмы, используя вероятностные и правдоподобные аргументы по предложенному вопросу, а также искусство классификации понятий, разделения вещей на роды и виды.
Проблема будущего осмысливалась во многом на основе диалектики. Несовершенный «земной мир», являющийся миром Бога-Сына, связывался с совершенным «небесным миром» Бога-Отца не только с помощью мистического Бога-Духа, но и посредством диалектических ходов мысли. В средневековой философии имелись все те ключевые элементы диалектики, в том числе и так называемый закон отрицания отрицания, которые позднее Гегель и коммунистическая философия включили в свою «диалектику природы, общества и мышления».
Цель средневековой диалектики — попытаться схватить мир сразу в обеих его ипостасях, сакральной и мирской, сублимированной и низменной. Средневековая культура сочетает в единство полярные противоположности: небесное и земное, спиритуальное и грубо телесное, жизнь и смерть.
Господство монотеистических религий в средние века перенесло диалектику в область теологии; Аристотель и неоплатонизм использовались при этом для создания схоластически разработанных учений о личном абсолюте. У неоплатоников (Плотин, Прокл) словом «диалектика» обозначается научный метод анализа и синтеза, который исходит из Единого, чтобы к Единому вернуться. У Николая Кузанского идеи диалектики развиваются в учении о тождестве знания и незнания, о совпадении максимума и минимума, о вечном движении, о совпадении противоположностей, о любом в любом и так далее. Исследователями отмечается и вклад антидиалектика кардинала Петра Дамиани в развитие идеалистических трактовок диалектики.

Петр Дамиани ограничивал действие логического закона противоречия. Бог не подчиняется данному закону, поскольку он не подчиняется вообще никаким законам. Даже человеческое познание бога требует соединения несовместимого. Таким образом противостоя сторонникам диалектики Дамиани становится противником отождествления диалектики и формальной логики, что особенно характерно для поздней схоластики.
— Кошкин А.В. Горизонт диалектики. — 2020.
Другим видным представителем средневековой диалектики может быть назван Томаззо Кампанелла и его теория двух книг, направленная против схоластического богословия и обладания их теоретических конструктов статусом истины. Принимая сотворение мира, Кампанелла вместе с тем дал такое решение проблемы отождествления природы и бога, которое оставляло мало места непосредственному божественному вмешательству в жизнь Вселенной. Природный закон, данный Богом вещам в самом акте творения, ограничивает, по учению Кампанеллы, божественное всемогущество

В дальнейшем пусть твоей заботой станет не только недоумевать, но гораздо более искать и любить подходящие разрешения. Ибо если кто-то пытается решать диалектические вопросы с помощью неопосредствованных, первичных и непроизводных положений, то он, вызвав смех, не избежит и обвинения во лжи, как и требующий геометрических доказательств в риторике, и пытающийся в математических теоремах приводить обыденные и поверхностные обоснования — и нечто подобное, чтобы не сказать ещё более безобразное, происходит с теми, кто подходит к историческим вопросам не исторически, а черпает надежды на познание истины в другой области.— св. Фотий Константинопольский. «Амфилохии», трактат 117.

### В немецкой классической философии
Немецкий классический идеализм рассматривал действительность не только как предмет познания, но и как предмет деятельности. Так, в теории познания Кант развивает диалектические идеи в учении об «антиномиях». Однако диалектика разума, по Канту, — иллюзия, и она устраняется, как только мысль возвращается в свои пределы, ограниченные познанием одних явлений. Позже в теории познания (в «Наукоучении») Фихте развил «антитетический» метод выведения категорий, содержащий важные диалектические идеи. Шеллинг вслед за Кантом развивает диалектическое понимание процессов природы.
Существенную роль понятие диалектики играет в философии Гегеля. Для него диалектика — это такой переход одного определения в другое, в котором обнаруживается, что эти определения односторонни и ограниченны, то есть содержат отрицание самих себя. Поэтому диалектика, согласно Гегелю, — «движущая душа всякого научного развёртывания мысли и представляет собой единственный принцип, который вносит в содержание науки имманентную связь и необходимость…».
Глубинной основой гегелевской диалектики является средневековая концепция истории — развитие применительно к человеческому обществу христианской доктрины Бога и человека, так что диалектика Гегеля — это распространение не только на общество, но и на природу ключевых идей христианского понимания связи Бога и человека. Основные идеи гегелевской диалектики сводятся к следующему: «…Всё конечное, вместо того, чтобы быть прочным и окончательным, наоборот, изменчиво и преходяще», поскольку, «будучи в себе самом другим, выходит за пределы того, что оно есть непосредственно, и переходит в свою противоположность».

### Диалектика в марксизме
Понятие диалектики в своих произведениях использовали Карл Маркс и Фридрих Энгельс, которые перевели её в материалистическую плоскость. Маркс материалистически понимает диалектическое развитие истории, как оно описано у Гегеля. С его точки зрения всё это — наука история, которую он пытается построить по научному методу.
Сознание понимается Марксом как свойство материи отражать саму себя, а не как отдельная, самостоятельная сущность. Материя находится в постоянном движении и развивается самостоятельно. Диалектика же выступает в качестве отражения законов развития этой материи. Поэтому отличие своей диалектики от гегелевской Маркс выразил в утверждении, что философия Гегеля перевёрнута с ног на голову. Следует отличать диалектику Гегеля от её интерпретации в диалектике марксизма. Маркс следующим образом описывает разницу между его диалектикой и диалектикой Гегеля:
Мой диалектический метод по своей основе не только отличен от гегелевского, но является его прямой противоположностью. Для Гегеля процесс мышления, который он превращает даже под именем идеи в самостоятельный субъект, есть демиург действительного, которое составляет лишь его внешнее проявление. У меня же, наоборот, идеальное есть не что иное, как материальное, пересаженное в человеческую голову и преобразованное в ней.
«Материальное, пересаженное в человеческую голову» было диалектически дополнено и преобразовано в «Диалектике природы» Ф.Энгельса, над которой он работал до последних дней свой жизни, считая диалектическое учение главным в своей жизни.
Последователями Маркса, главным образом, советскими, была создана особая философская школа — диалектический материализм. Существо этого философского подхода заключалось в том, что философия в старом смысле упразднялась, уступая место марксистскому научному методу. Таким образом, задача марксиста-философа заключалась в материалистической систематизации гегелевской диалектики.

…из всей прежней философии самостоятельное значение сохраняет… учение о мышлении и его законах — формальная логика и диалектика. Всё остальное входит в положительную науку о природе и истории.— Маркс К.., Энгельс Ф. Соч. Т. 20. С. 25.
В диалектическом материализме в 1960—1980-е гг. некоторые из ведущих идей Гегеля именовались «принципами», другие — «законами». Эта систематизация включала следующие положения:
- принцип всеобщей взаимосвязи, утверждающий, что всё связано со всем, и только ограниченность человеческого знания не позволяет видеть все существующие связи;
- принцип развития, провозглашающий направленное, закономерное изменение материальных и идеальных объектов в качестве универсального их свойства; поступательное движение от низших форм материи к высшим, движение по спирали: через противоречия, отрицание отрицания, повторение предыдущих этапов, но на более высокой ступени развития.
- закон единства и борьбы противоположностей, касающийся перехода вещей в процессе своего развития в свою противоположность (определения понятия противоположности, или диалектического противоречия, так и не было дано);
- закон перехода количественных изменений в качественные, говорящий о накоплении развивающимися объектами постепенных количественных изменений и последующем скачкообразном переходе последних в качественные изменения;
- закон отрицания отрицания.[11]

### Диалектика в советской и российской философии
В советское время единственной допустимой формой диалектики считалась материалистическая диалектика, и к попыткам неортодоксального её развития относились с подозрением. В середине XX века в стенах философского факультета МГУ и на страницах журнала «Вопросы философии» разразился спор вокруг диалектической логики. Наиболее последовательно, преодолевая догматизм идеи диалектики развивались Б. М. Кедровым, а также в философско-психологической школе С. Л. Рубинштейна, разными поколениями его последователей и учеников: К. А. Абульханова-Славская, М. И. Воловикова, С. В. Григорьев, В. Н. Дружинин и др., в работах которых рассматривается диалектика человеческой жизни, традиционная проблема бытия и сознания преобразуется в проблему человека и мира, рассматриваемых в Развитии. Среди авторов, предложивших оригинальные диалектические концепции, были Г. С. Батищев, Д. И. Дубровский, А. Ф. Лосев, З. М. Оруджев, Э. В. Ильенков, В. А. Вазюлин и другие.

### Диалектика сегодня
В XX веке исследованием диалектики как в историческом плане (диалектика в античности и в немецкой классической философии), так и в теоретическом занимался Николай Гартман.
Некоторые современные философы, такие как Люсьен Сев и Жан-Мари Бром вновь обращаются к диалектике, рассматривая исключительно по отношению к человеческому действию, деятельности. Они отрицают диалектику природы и существование научных законов, существующих вне человеческого действия. Однако, после Второй мировой войны, ряд философов (Ричард Левонтин, Стивен Гулд, Александр Зиновьев, Патрик Торт) широко используют диалектику в своих работах, рассматривая её и как предмет изучения. В XXI веке имеются работы Бертелла Олмана, Паскаля Шарбонна и Эвариста Санчес-Паленсиа, в которых диалектика вводится в науку, наряду с диалектическим материализмом Маркса и Энгельса.
Таким образом, диалектика позволяет делать внятными и доступными противоречия в науке (антагонистические тенденции), так сказать, необычные и парадоксальные ситуации, которые встречаются в наблюдениях и научных экспериментах.
Строго говоря, содержание диалектики меняется с прогрессом науки, ибо, в некотором смысле, это содержание есть сама наука, основанная на принципах абстракций. Вот изложение диалектических принципов, первоначально сформулированных Энгельсом (1878), в интерпретации Ж. М. Брома: (Принципы диалектики, 2003): 1. Движение и изменение. 2. Взаимодействие (или взаимозависимость) 3. Противоречие как сила созидания 4. Переход от количества к качеству (цепи и разрывы). 5. Отрицание отрицания : тезис, антитезис и синтез (принцип развития по спирали).

Заметим, что Жорж Политцер (1936) совмещает принципы 3 и 5. Это не вызывает неудобства, так как содержание принципов ещё не было определено… Изменение наших научных знаний ведёт к постоянному пересмотру содержания этих принципов.
Материалистическая диалектика нашла ряд подтверждений в биологии (Ричард Левонтин, Стивен Гулд). Живые организмы своим физико-химически детерминированным развитием (см. Пригожин) и определённым содержанием информации подчинены бесконечным изменениям в своём метаболизме и эволюции. В этом смысле концепция диалектики природы, предложенная Энгельсом, может быть использована.
Согласно Эваристу Санчес-Паленсиа, диалектика позволяет разрешать противоречия в науке, необычные и парадоксальные, во всех видах знаний, включая прикладную математику, однако в первую очередь социологию и психологию. Фактически, по его мнению, диалектика не является логикой со своими точными законами, а более общим каркасом, в который вписываются эволюционные явления.
В современных работах предпринимаются попытки использовать диалектику в исследовании таких явлений, как патриотизм и экономическое неравенство и неравноценный экономический обмен в рамках международных отношений (совместно с мир-системным анализом И. Валлерстайна).

### Негативная диалектика Т. Адорно
Несмотря на то, что первые свидетельства о «негативной диалектике» встречаются еще у Зенона, имеет смысл говорить о негативной диалектике Адорно, как об относительно новом явлении в исследовании диалектики. Принципиальным отличием этой фигуры в понимании Адорно от гегелевской трактовки заключается в том, что «отрицание отрицания не разворачивает первое отрицание вспять, а показывает, что оно недостаточно отрицательно; в противном случае диалектика в итоге остается безразличной относительно изначально заданного, полагаемого (хотя именно эта индифферентность и сделала гегелевскую диалектику целостной — правда, ценой потери потенциальных возможностей диалектического). Подлежащее отрицанию негативно лишь до тех пор, пока оно отрицается»
Если в гегелевской диалектике именно отрицание являлось движущим моментом, в соответствии с которым происходило развертывание противоречия и его снятие, то для Адорно отрицание — это твердое и непреложное отрицание, которое более не должно приводить к снятию противоречия. Отрицание, развертывающее противоречие, а затем его снимающее, согласно Адорно, ведет к оправданию существующего порядка вещей, к примирению с ним. Истинная негативная диалектика осуществляет рефлексию над своим собственным движением.

## Критика и оценки диалектики

### Николай Гартман
По мнению Н. Гартмана,
…в диалектике есть что-то тёмное, непрояснённое, загадочное. Тех, кто были в ней сильны, во все времена было совсем немного, это были единицы. В древности — три или четыре головы, способных к умозрению. В Новое время во всяком случае не больше — по крайней мере таких, которые создали что-нибудь заметное… Определённо существует нечто вроде диалектического дара, который можно развить, но которому нельзя научиться. Примечательно, что и сами диалектически одарённые головы не раскрывают тайну диалектики. Они владеют и пользуются методом, но передать то, как они это делают, они не могут. Наверняка они сами этого не знают. Это — как творчество художника. Сам творящий не ведает закона, по которому творит; но он творит по нему… Гениальные и конгениальные следуют этому закону слепо и безошибочно, как лунатики.:652
В области философских систем Гегель явил нам поучительный феномен высокого штиля. Многократно оспоренная диалектика — внутренняя форма его мышления — выходит к нам из его творений и захватывает пронизывающей предмет силой. При этом знание о её сущности всегда было и осталось ограниченным. Он воспринимал её как высший модус «опыта», но эти скупые указания не открывают нам тайны этого опыта. Мы должны искать её в его предметных исследованиях, то есть в целостности его жизненной работы.:636—637
Гартман считает, что исследование какого-либо метода в принципе вторично по отношению к применению этого метода. Сначала кто-то прокладывает путь познания, «отдаваясь» предмету и совсем необязательно зная, как он это делает, а потом на проложенном участке пути кто-то другой «наводит порядок».:636—637

### Карл Поппер
Диалектика Гегеля объясняет развитие мышления через триаду тезис → антитезис → синтез. К. Поппер объясняет эту схему, сравнивая её с научным «методом проб и ошибок», который отбраковывает неподтверждающиеся экспериментом теории. Поппер признаёт, что весьма разумно начинать «развитие определённой области человеческого мышления с какой-то одной идеи — тезиса, открытого для критики, которая „создаст“ свой антитезис». Завершаемая синтезом разумных зёрен схема «добавляет некоторые ценные моменты к интерпретации мышления в терминах проб и ошибок».
Критику Поппер начинает с того, что синтез субъективен — определяется не только материалом тезиса и антитезиса, но и умами, его (этот синтез) отстаивающими. Но, правильно замечая, то, что противоречия — двигатель интеллектуального прогресса и что они неизбежны, диалектики делают крайне неверный вывод, что избавляться от противоречий даже нежелательно. Это опасно, говорит Поппер, поскольку так называемая плодотворность противоречий есть просто результат нашего решения не мириться с ними. Кроме того, он показывает, как из противоречия следует что угодно. Примирение с противоречием обязательно приводит нас к отказу от критики, от поиска непротиворечивых теорий, синтеза, к концу рациональности и науки. Поэтому диалектическая логика, более чем годная для философского описания истории, не должна занимать фундаментальное место формального логического вывода в жизни. И уж тем более нелепо утверждать, что физическая реальность развивается диалектически, как это делает Маркс.
К. Поппер отмечает, что в диалектике неправильно употребляются логические термины, а понятия «отрицание» и «противоречие» имеют определённое логическое значение, отличное от диалектического. Такая терминология, по мнению Поппера, лишь вводит в заблуждение. Менее обманчивыми были бы термины «конфликт», «противоположная тенденция» или «противоположный интерес». А неуязвимость диалектики для критики Поппер называет чрезвычайно опасным «железобетонным» догматизмом.
Критика К. Поппера в отношении диалектики и его антидиалектического подхода к диалектическому наследию марксизма в социальных науках и человековедении дана в работах А. В. Бузгалина, С. В. Григорьева, Д. В. Джохадзе и др., где показана неадекватность попперовского понимания и трактовок, а также своеобразная форма «философии обмана» (по Д. И. Дубровскому), используемая для последующих психоманипуляций с текстом в отношении к классической диалектике, к которой авторы и относят диалектику марксизма. С диалектики субъективно-субъектных отношений в Развитии в целом и разных вариантах социального развития осуществляется критика К. Поппера в работах С. В. Григорьева, а А. В. Бузгалин целостно и системно, в логике Ф. Энгельса в отношении Е. Дюринга, предлагает систему взглядов Анти-поппер

### Критика диалектики
- Поппер К. Что такое диалектика?// Вопросы философии. — 1995. — № 1. — С. 118—138.
- Садовский В. Н. Карл Поппер, Гегелевская диалектика и формальная логика  (недоступная ссылка с 09-09-2015 [3598 дней]) // Вопросы философии. — 1995. — № 1. — С. 139—148.
- Смирнов В. А. К. Поппер прав: диалектическая логика невозможна.  (недоступная ссылка с 09-09-2015 [3598 дней])
- Бродский А. И. Тайна диалектической логики.
- Рассел Б. Мудрость Запада. (В особенности см. главу 10 «Просвещение и романтизм».)
- Войнаровский М. Диалектика.
- Jean-Paul Sartre. Critique de la raison dialectique. 1960.
- Жилин В. И. Законы диалектики: иллюзия истины. — М.: Русайнс, 2016. — 264 с.